# Frekvensfördelning
En frekvensfördelning är inom statistik ett begrepp som anger med vilka frekvenser olika statistiska variabelvärden förekommer. Detta kan exempelvis ta formen av en tabell där frekvensen (antalet) av olika värden i en observation eller annat statistiskt material presenteras. På så sätt summerar tabellen sannolikhetsfördelningen av värden i observationen. Ett enkelt exempel kan se ut som följer:
| Ålder | Antal |
| ----- | ----- |
| 15    | 4     |
| 16    | 11    |
| 17    | 18    |
| 18    | 7     |

## Fotnoter
1. ↑  Frekvensfördelning i Nationalencyklopedin